# Billy Williams (rugby à XV, 1921)
Pour les articles homonymes, voir Billy Williams.
Pas d'image ? Cliquez ici

a Compétitions nationales et continentales officielles uniquement.

b Matchs officiels uniquement.
William Arthur Williams dit Billy Williams, né le 9 septembre 1921 à Talywain et mort le 2 août 2002 à Newport, est un joueur gallois de rugby à XV, évoluant au poste de demi de mêlée pour le pays de Galles.

## Biographie
Billy Williams dispute son premier test match le 8 mars 1952 contre l'équipe d'Irlande et son dernier test match est contre l'équipe d'Angleterre le 17 janvier 1953. Il joue les trois matchs avec trois demis d'ouverture différents (Cliff Morgan, Alun Thomas et Roy Burnett). 
Il évolue pour le club de rugby du Talywain RFC puis il rejoint Newport RFC en 1949-1950. Il y joue jusqu'en 1953 puis il repart à Talywain. Il dispute le Varsity Match avec l'université d'Oxford contre Cambridge (victoire 13-0). Ensuite il rejoint les London Welsh[réf. nécessaire].

## Palmarès
- Grand Chelem dans le Tournoi des Cinq Nations 1952

## Statistiques en équipe nationale
- 3 sélections pour le pays de Galles
- Sélections par année : 2 en 1952, 1 en 1953
- Participation à deux Tournoi des Cinq Nations en 1952 et 1953